# Société des tramways de Mulhouse

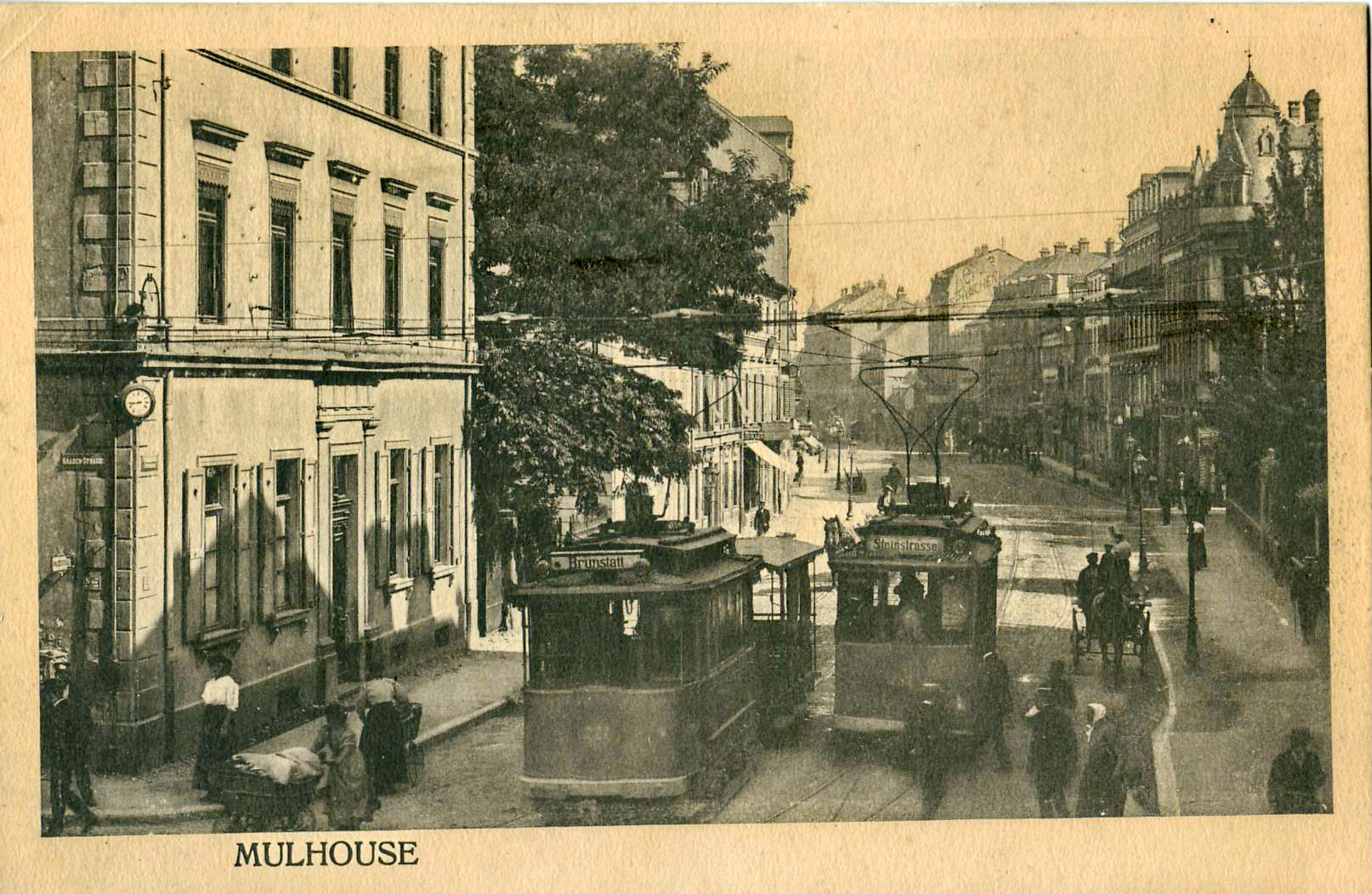
tramways sur la ligne 2

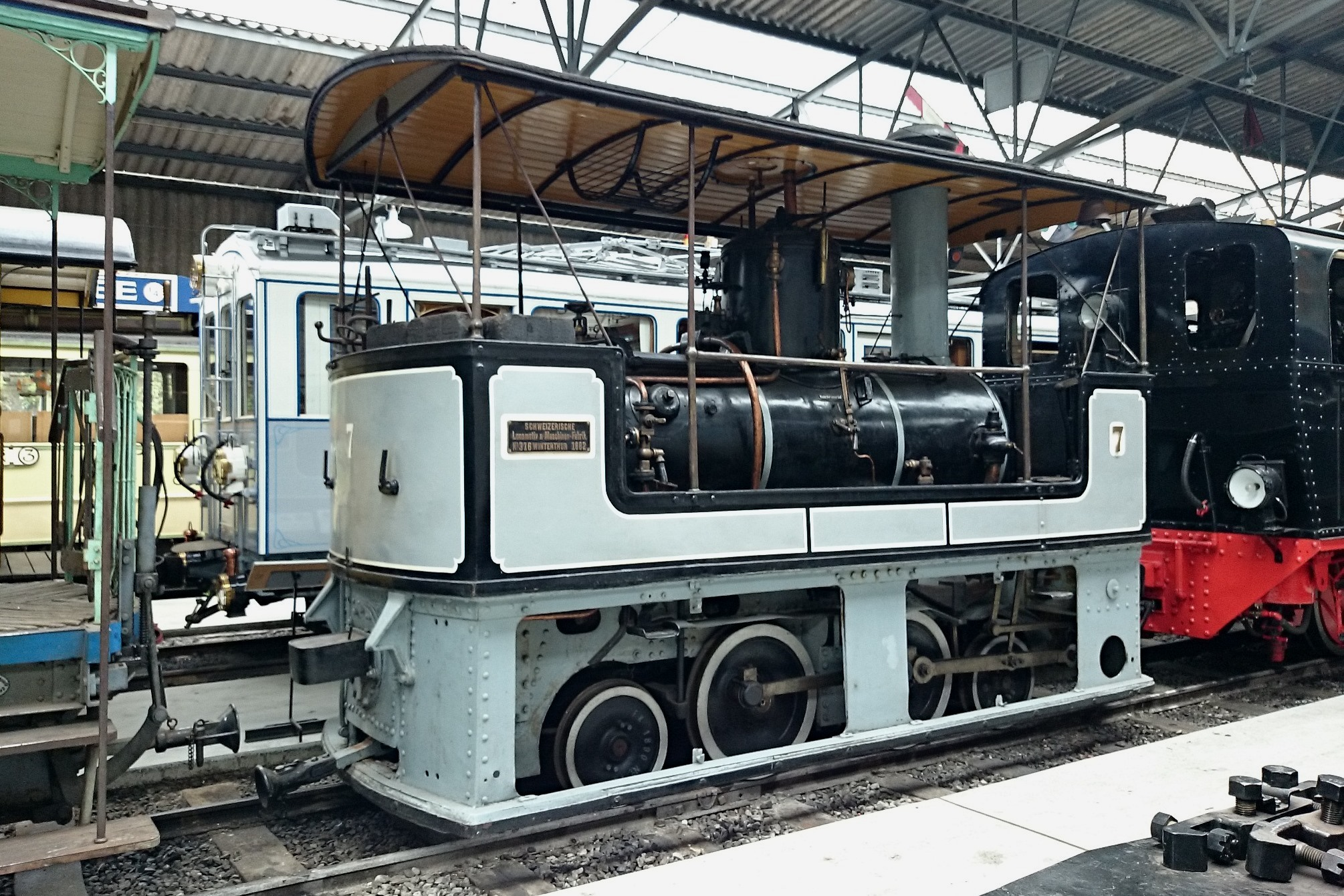
Locomotive No 7 des TM préservée au chemin de fer Blonay-Chamby en Suisse

La Société des tramways de Mulhouse (TM) est créée en 1922 pour exploiter un réseau de tramways urbains dans la ville de Mulhouse. elle reprend les actifs de la  société d'origine suisse   Tramway Mülhausen Aktien Gesellschaft fondée en 1882, qui avait développé un réseau de lignes à voie métrique exploitées en traction à vapeur puis électrifiées.
En 1927, la STM se voit rétrocéder les lignes du réseau suburbain exploitées par la Société anonyme du tramway de Mulhouse à Ensisheim et Wittenheim (SMEW).

## Les lignes

### Réseau urbain

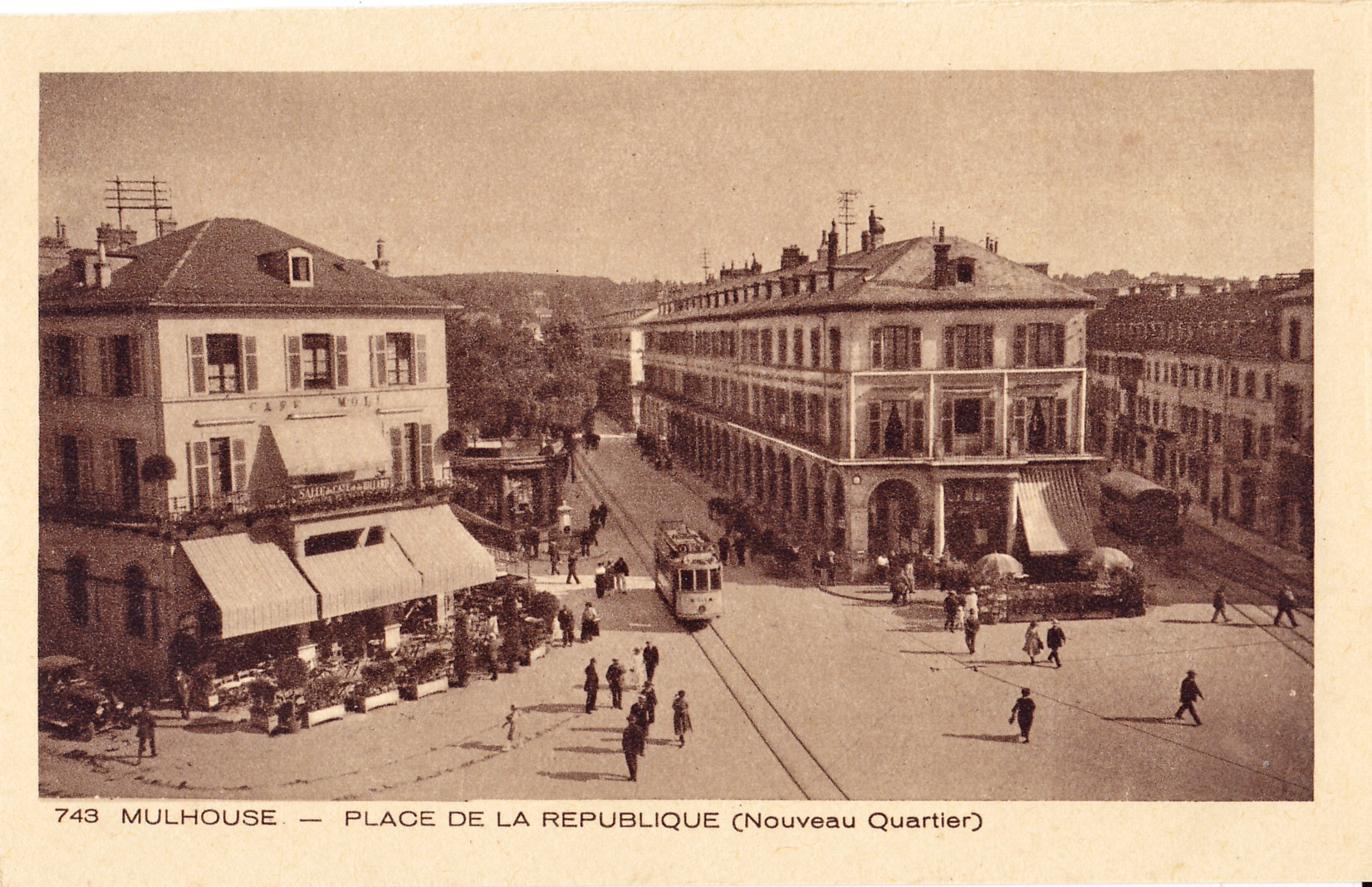
Un tramway place de la République (Nouveau Quartier) dans les années 30.

- Ligne 1 : Mulhouse (Gare)  - Lutterbach

Mulhouse (Gare) - Dornach,  ouverture 1er octobre 1882
Dornach - Lutterbach, ouverture 1926 (prolongement de la ligne précédente) supprimée le 9 mai 1954,
- Ligne 2 : Mulhouse (Porte-Jeune) - Bourtzwiller - Pfastatt - Centre, Brunstatt (4 km): ouverture en 1883 et 1898

Porte-Jeune - Bourtzwiller:  ouverture en 1883
Bourtzwiller - Pfastatt (Centre):  ouverture en 1889, fermeture en 1898
Bourtzwiller - Brunstatt: ouverture en 1898 (en remplacement de la section précédente.
- Ligne 3 : Galfingue - Mulhouse (Gare)- Riedisheim

Galfingue - Mulhouse (Gare): ouverture en 1908
Mulhouse (Gare) - Riedisheim:  ouverture le 1er juin 1927 (prolongement de la ligne précédente)
- Ligne 4 : Mulhouse (Gare) - Cimetières :  ouverture en  1921
- Ligne 5 : Mulhouse (Gare du Nord) - Rue de Nordfeld (route de Bâle):  ouverture en  1932

### Réseau suburbain
En 1927 le réseau de la SMEW est rétrocédé à la Société des tramways de Mulhouse. Les lignes sont modernisées. Un nouvel itinéraire permet d'atteindre Ensisheim via Wittenheim.
- Ligne 11: Mulhouse (rue de Barrage) - Wittenheim - Ensisheim
- Ligne 12: Mulhouse (rue de Barrage) - Battenheim

La gare de départ et le dépôt se trouvaient rue du Barrage (actuellement avenue de l'Europe).

## Matériel roulant
Motrices à 2 essieux
- 201 à 209, livrées en 1895[3]
- 210 à 229, livrées en 1900
- 230 à 235, livrées en 1908
- 236 à 242, livrées en 1921[4]
- 243 à 257, livrées en 1927[5]
- 258 à 262, livrées en 1931[6]

Motrices à bogies
- 280 à 283, livrées en 1931[7]

Remorques  à 2 essieux
- 329 à 343, livrées en 1925[4]

Remorques à bogies

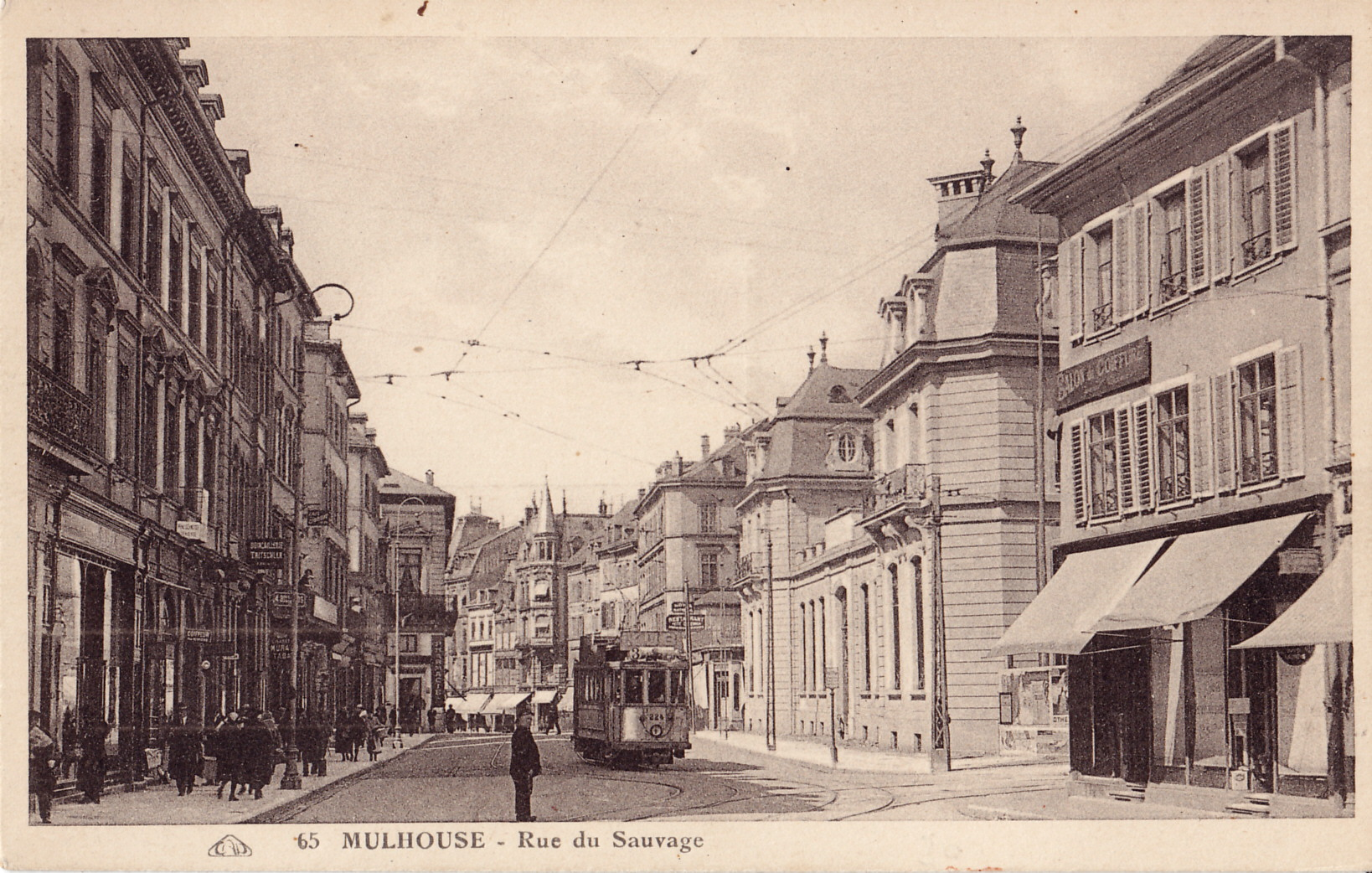
Motrice n°224 dans la rue du Sauvage.

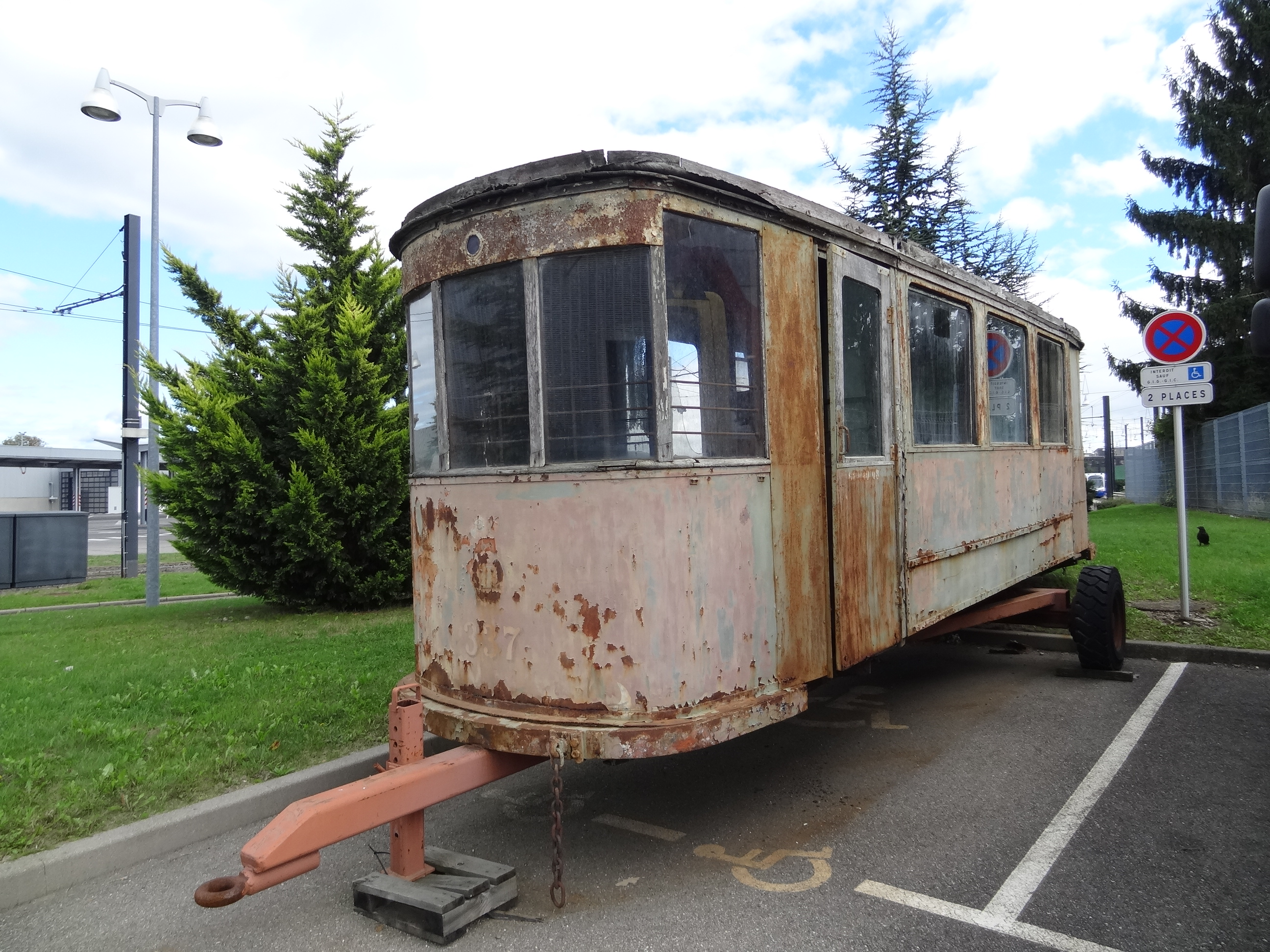
Remorque De Dietrich, série 329 à 343, seul véhicule de l'ancien réseau préservé.

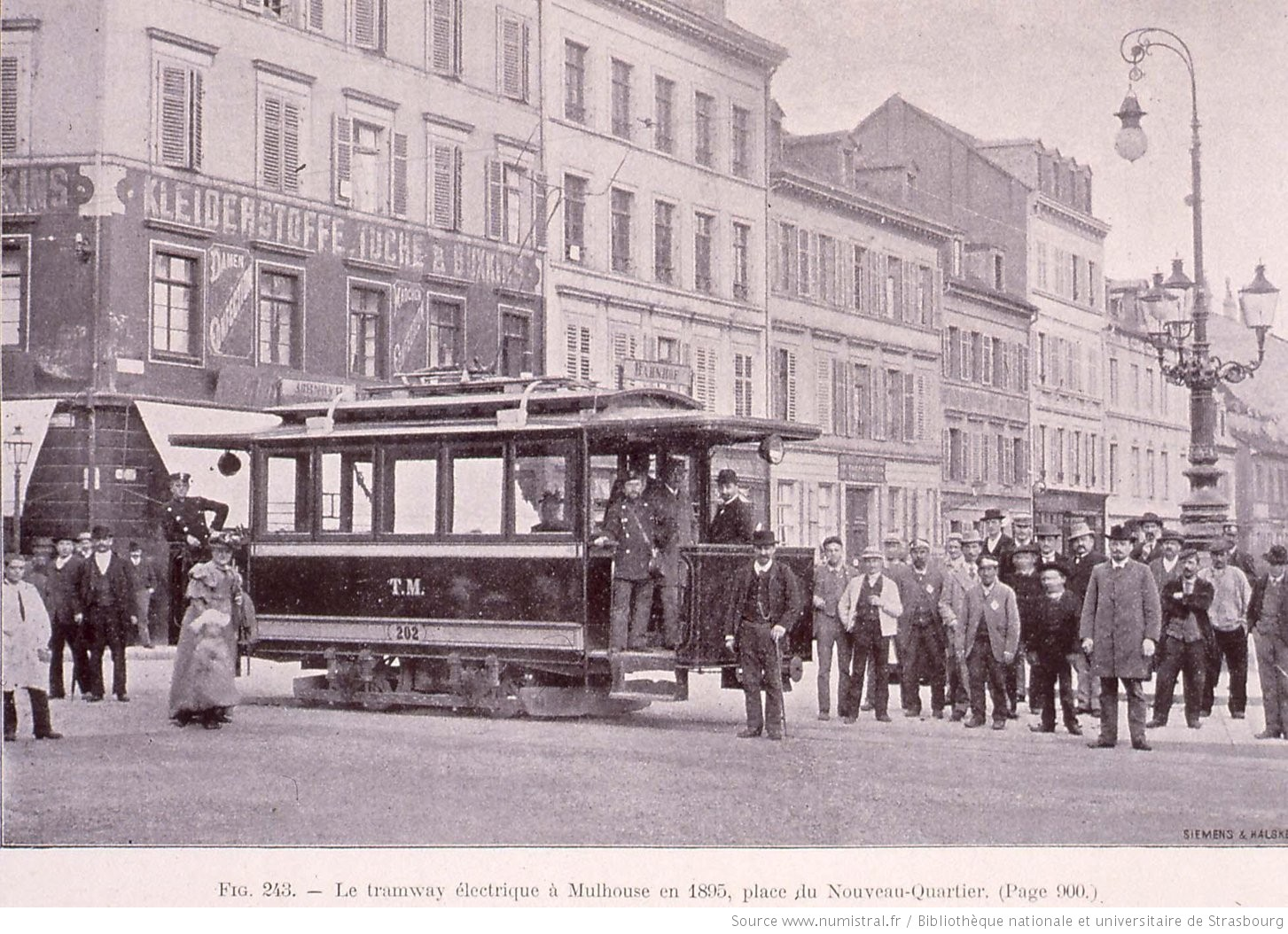
Le tramway électrique à Mulhouse en 1895, place du Nouveau-Quartier

- 380 à 389, livrées en 1911 et reconstruites en 1930